# عندان
عندان مدينة سورية في محافظة حلب على بعد 12 كيلو مترا شمالي حلب. تقع على الطريق الدولي حلب - عنتاب في منطقة جبل سمعان التابعة لمنطقة سمعان الأثرية. وتعرضت المدينة لحملة عسكرية كبيرة من قبل القوات الحكومية السورية لاخماد الاحتجاجات داخلها ما أدى لتدمر 35 بالمئة من بنيتها التحتية في عهد الرئيس بشار الأسد وذلك خلال الثورة السورية بالإضافة إلى حصارها واقتحامها عام 1981 في احداث سورية في عهد الرئيس السابق حافظ الأسد حيث اُقتُحِمت لاحتوائها على جماعة الإخوان المسلمين.[بحاجة لمصدر]

## الطبيعة والسكان
يقدر عدد سكان قرية عندان بأكثر من 25.000 نسمة وتشتهر بالزراعة مثل زراعة الحبوب والبقوليات والزيتون وباقي أنواع الأشجار المثمرة، وتتربع مدينة عندان على هضبة يحيط بها السهل من كل جانب وتتميز بطبيعتها الجميلة، وعلى بعد 2كم بتجاه الغرب تبدأ سلسلة جبلية تنتهي إلى لواء اسكندرون.
وتتمركز في هذه الجبال عدة مدن أثرية سورية يعود تاريخها إلى العهد الروماني والبيزنطي (كدير القديسة شمس) والصفا والتي تعتبر من المنازل القديمة «مغر» وغيرها العديد من المدن الأخرى في هذه المنطقة من سورية.
وتعتبر عندان من القرى في الريف الحلبي من أفضل المناطق بجوها العليل ومياهها العذبة حيث ان الماء فيها من البئر تم حفرها زمن الاحتلال الفرنسي وتم العمل بالبئر على زمن المختار العظيم محمد نور لولو، الذي ساهم كثيرا في مساعدة القرية وفتح المدرسة فيها وقدم الخير الكثير لأهل قريته وبقي ذلك حتى اسشهاده.
وأراضي عندان من الأراضي الخصبة الطيبة وفيها جميع أنواع الزراعة والاشجار المثمرة وفيها من البيوت القديمة ما له بناء أكثر من مائتي عام وفيها الزاوية القادرية التابعة لعائلة الشيخ احمد المحترمة. وكانت عندان سابقا فيها الإدارة المسؤولة عن منطقة جبل سمعان.
وفيها حاليا حوالي ثلاثة عشر مسجدا وعدة مدارس ابتدائية واعدادية وثانوية للبنين والبنات.